# حوزه انتخابیه سیزدهم تگزاس
حوزه انتخابیه سیزدهم تگزاس یک حوزه انتخابیه مجلس نمایندگان آمریکا است که در ایالت تگزاس قرار دارد.